# كورة حليمة (الوضيع)

تعديل مصدري - تعديل

كورة حليمه هي إحدى قرى عزلة  الوضيع بمديرية الوضيع التابعة لمحافظة أبين، بلغ تعداد سكانها 227 نسمة حسب تعداد اليمن لعام 2004.